# 11084 Giò
11084 Giò è un asteroide della fascia principale. Scoperto nel 1993, presenta un'orbita caratterizzata da un semiasse maggiore pari a 2,3221765 UA e da un'eccentricità di 0,1260333, inclinata di 3,75518° rispetto all'eclittica.